# Atto di primavera
Atto di primavera (Acto de primavera) è un film del 1963 diretto da Manoel de Oliveira.
Gli abitanti del villaggio portoghese di Curalha rappresentano ogni anno, in occasione della Pasqua, la Passione di Gesù seguendo il testo del XVI secolo di Francisco Vaz de Guimarães. Il film si conclude con immagine documentaristiche: esplosioni nucleari, scene della seconda guerra mondiale e della guerra del Vietnam.